# Aérodrome de Mortagne-au-Perche
L’aérodrome de Mortagne-au-Perche (code OACI : LFAX) est un aérodrome ouvert à la circulation aérienne publique (CAP), situé sur la commune de Saint-Langis-lès-Mortagne à 2 km au nord-nord-ouest de Mortagne-au-Perche dans l’Orne (région Basse-Normandie, France).
Il est utilisé pour la pratique d’activités de loisirs et de tourisme (aviation légère et aéromodélisme).

## Installations
L’aérodrome dispose d’une piste bitumée orientée est-ouest (07/25), longue de 720 mètres et large de 18.
L’aérodrome n’est pas contrôlé. Les communications s’effectuent en auto-information sur la fréquence de 123,500 MHz.

## Activités
- Aéroclub de Mortagne-au-Perche